# 阿久津貴志
阿久津貴志（あくつ たかし、1975年9月28日 - ）は、神奈川県高座郡寒川町の元サッカー選手、元フットサル選手である。ポジションはゴレイロ。
2010年よりFリーグ湘南ベルマーレGKコーチ。

## 来歴
寒川町立旭小学校2年生からサッカーを始める。寒川町立旭が丘中学校、帝京高校から国士舘大学を経てアルビレックス新潟に練習生として加入（本契約には至らず）。後に佐川急便東京SCに移籍し引退。
その後、esporte藤沢でフットサル転向し、湘南ベルマーレの前身であるP.S.T.C.LONDRINAに入団。別名「ロンドリーナの師範ゴレイロ」と呼ばれ、2003年には全日本フットサル選手権大会優勝に導いた。なお、チームのP.S.T.C.LONDRINA自体は現在も神奈川県フットサルリーグで活動しており、阿久津も同チームのジュニア（U-15、U-12)のチーフコーチを務めている。2010年に現役を引退し、ベルマーレのGKコーチとなり後進の指導にあたる。
選手以外の活動ではフットサル神奈川県選抜の監督やコーチを務める傍ら吉本興業の芸人としても活動。芸能人女子フットサルチーム「TEAM dream」のコーチを務め、スフィアリーグの2005-2006シーズンでは同チームを年間王者に導いた。また2008年からはTBS系列のサッカー情報番組『スーパーサッカー』に出演。ボレーの虎コーナーでゴールキーパーを務めている。